# Бабушкин, Владимир Генрихович
Влади́мир Ге́нрихович Ба́бушкин (род. 16 марта 1946, Кыштым, Челябинская область) — советский хоккеист, советский и российский тренер.

## Биография
Родился в 1946 году в городе Кыштым, Челябинской области. После переезда семьи в Кирово-Чепецк начал заниматься хоккеем. Игровую карьеру начал в местной хоккейной команде «Химик» в 1962 году (в 1964 года был образован ХК «Олимпия»). В одном составе с А. Мальцевым в 1967 году выиграл первенство РСФСР, после чего команда получила право играть в классе «А» чемпионата СССР.
С 1968 года учился в Белорусском государственном институте физической культуры и одновременно с учёбой играл за минское «Динамо». Позже обучался в первом наборе (15 человек) Высшей школы тренеров, созданной в Государственном центральном институте физической культуры.
Тренерскую карьеру начал в 1978 году, став главным тренером новочебоксарского «Сокола». В 1981 году переехал в Комсомольск-на-Амуре для работы с командой «Амурсталь». За годы работы сумел вывести команду из класса «Б» в высшую лигу.
Был привлечён к подготовке команды Северной Кореи для участия в зимней Универсиаде 1991 года, проходившей в Саппоро (Япония). В итоге корейская команда стала четвёртой, уступив студенческим сборным Канады, СССР и Финляндии, после чего с В. Бабушкиным был заключён контракт на подготовку национальной сборной КНДР к чемпионату мира в группе «С1» 1992 года, где команда стала второй, уступив лишь хозяевам турнира — сборной Великобритании. В. Бабушкин не стал продлевать контракт главного тренера северокорейской сборной и вернулся к работе в ХК «Амурсталь».
После окончания тренерской карьеры многие годы работал руководителем спортивно-оздоровительного центра «Металлург» в структуре ОАО «Амурсталь».